# Bob Dylan's Greatest Hits Vol. II
Bob Dylan's Greatest Hits Vol. II è una compilation di Bob Dylan pubblicata nel 1971. In Europa il disco è uscito anche con il titolo More Bob Dylan Greatest Hits con qualche variazione dei brani inclusi.

## Descrizione
Si tratta di una raccolta di brani del periodo 1962-1971; contiene dei brani che all'epoca dell'uscita del disco erano altrimenti irreperibili nel catalogo ufficiale dell'artista: il singolo Watching The River Flow, le inedite When I Paint My Masterpiece, Tomorrow Is a Long Time ripresa da una esibizione di Dylan del 12 aprile 1963 alla Town Hall di New York e tre brani provenienti dalle sedute dei The Basement Tapes ri-registrate da Dylan per l'occasione: I Shall Be Released, You Ain't Going Nowhere, e Down in the Flood.
La foto di Dylan che appare sulla copertina dell'album, opera del fotografo Barry Feinstein, è tratta dall'esibizione che Dylan tenne durante il concerto per il Bangladesh del 1971.

## Tracce
- Tutte le canzoni sono state scritte da Bob Dylan.

### Disco 1
1. Watching the River Flow – 3:32
2. Don't Think Twice, It's All Right – 3:36
3. Lay Lady Lay – 3:14
4. Stuck Inside of Mobile with the Memphis Blues Again – 7:06
5. I'll Be Your Baby Tonight – 2:37
6. All I Really Want to Do – 4:02
7. My Back Pages – 4:21
8. Maggie's Farm – 3:49
9. Tonight I'll Be Staying Here with You – 3:21

### Disco 2
1. She Belongs to Me – 2:46
2. All Along the Watchtower – 2:30
3. The Mighty Quinn (Quinn the Eskimo) – 2:43
4. Just Like Tom Thumb's Blues – 5:25
5. A Hard Rain's A-Gonna Fall – 6:47
6. If Not for You – 2:38
7. It's All Over Now, Baby Blue – 4:13
8. Tomorrow Is a Long Time – 3:01 – (inedito)
9. When I Paint My Masterpiece – 3:22 – (inedito)
10. I Shall Be Released – 3:01 – (inedito)
11. You Ain't Going Nowhere – 2:41 – (inedito)
12. Down in the Flood – 2:46 – (inedito)